# وندورن
وندورن (به انگلیسی: Wendron) یک روستا و محله مدنی در بریتانیا است که در کورنوال واقع شده‌است. وندورن ۲٬۷۴۳ نفر جمعیت دارد.